# Mateusz IV
Mateusz IV – utwór z repertuaru zespołu Skaldowie, skomponowany przez Andrzeja Zielińskiego, do tekstu Leszka Aleksandra Moczulskiego. Pierwsze wzmianki o wykonaniach koncertowych tego utworu pochodzą z początku 1969 roku, natomiast po raz pierwszy Skaldowie zarejestrowali go jesienią 1969, po powrocie z tournée po Stanach Zjednoczonych, w studiu Polskiego Radia. Wersję znaną z płyty zarejestrowano natomiast w styczniu 1970 roku.
Kompozycja jest rozbudowana pod względem pomysłów formalnych, głównie opiera się na eksperymentach z brzmieniem i możliwościami świeżo zakupionych przez Andrzeja Zielińskiego (w listopadzie 1969) organów Hammonda. Muzyk przyznawał, że pisząc ów utwór inspirował się nie tylko niezwykłym klimatem wiersza Moczulskiego, lecz także osiągnięciami muzycznymi Czesława Niemena, któremu zresztą piosenka jest dedykowana. Dzieło utrzymane jest z grubsza w formie trzyczęściowej, rozpoczyna je (zarówno w wersji radiowej, jak i płytowej) zarejestrowany śpiew ptaków, na tle którego z wysnuwają się dysonansowe akordy organowe, odtwarzane od tyłu – był to pierwszy tego typu zabieg reżyserski dokonany w Polsce. W ten akompaniament wtopione są odgłosy kroków i męskie głosy powtarzające raz po raz słowa "Mateusz IV". Kompozytor dążył tu do dźwiękowej ilustracji spaceru władcy przez dwór, anonsowanego w każdej komnacie z osobna. Z tej mieszaniny dźwięków rodzi się wreszcie główny motyw utworu, powtarzany wymiennie przez solowe organy, oraz chór podparty mocnym rockowym riffem. Następny etap to pochód dziewięciu akordów granych ponownie wyłącznie przez organy, osadzony głęboko w tradycji brzmieniowej muzyki kościelnej. Na tym tle, Andrzej Zieliński recytuje tekst pierwszej zwrotki. Po barokowej kadencji, następuje kolejna część, w której wznosząca się linia melodyczna, śpiewana przez braci Zielińskich, wspierana jest coraz bardziej narastającym dynamicznie i fakturowo akompaniamentem zespołu, dążącym do ekspresyjnej kulminacji. Po niej zaś, formuła powtarza się, poczynając od motywu chóralnego, poprzez kolejną zwrotkę (tym razem recytację zastępuje śpiew, oparty na bardzo prostej linii melodycznej, nawiązującej do psalmów) do ponownej kulminacji. Utwór kończy się zaakcentowaną kadencją zawieszoną, co daje w wybrzmieniu efekt nierozładowanego napięcia, a także stanowi świetny punkt wyjścia dla początku kolejnego utworu na płycie – Prawo Izaaka Newtona, który rozpoczyna się toniką w tej samej tonacji, sprawiając wrażenie logicznego następstwa harmonicznego.
Utwór ten, ze względu na skomplikowaną formę i refleksyjną atmosferę jest wykonywany na żywo bardzo rzadko, na wybranych koncertach zespołu. Współcześnie były to m.in. koncert "Skaldowie plus przyjaciele" w 2000 roku, lub koncert z okazji 45 urodzin zespołu na rynku w Krakowie, w 2010 roku.

## Muzycy, biorący udział w nagraniu
- Andrzej Zieliński – organy Hammonda, śpiew;
- Jacek Zieliński – śpiew;
- Konrad Ratyński – gitara basowa;
- Jerzy Tarsiński – gitara;
- Jan Budziaszek – perkusja;
- Chór PRiTV pod dyrekcją Andrzeja Zielińskiego